# InterCity Express
InterCity Express, ou ICE (em inglês:  Expresso InterCidades) é um serviço ferroviário de alta velocidade operado pela Deutsche Bahn na Alemanha, Suíça e Países Baixos.
O InterCity Express é o resultado de vários projetos para melhorar a infraestrutura, material rodante e nível de serviço, incluindo integração com outras redes de transporte.
O serviço do ICE é integrado com outros sistemas de transporte para fornecer uma rede de transporte sem barreiras. Horários são coordenados com os serviços EuroCity e InterCity para fornecer transferências na mesma plataforma, e os trens esperam caso o ICE estiver atrasado.
O serviço é pensado para em utilizar as vantagens do serviço ferroviário (velocidade, conforto, confiabilidade e preço) para capturar clientes de negócio e de alto poder aquisitivo. Estes clientes são sensíveis ao tempo, requerendo tempos curtos de viagem e alto nível de disponibilidade de serviço, fazendo sentido assim fornecer serviços somente em rotas com alto nível de demanda potencial.
As operações do ICE iniciaram em 2 de junho de 1991.

## História
Nos anos 60, devido as ferrovias existentes terem sido construídas na virada do século XIX, as ferrovias alemãs possuíam vários problemas, com trechos sobrecarregados, trechos com velocidades baixas, e devido a divisão do país pós segunda guerra mundial, foi necessária uma mudança no modo como a rede era operada, do padrão leste-oeste para o padrão norte-sul. 
Em 1969 foi feita uma decisão de expandir e atualizar a rede ferroviária para permitir velocidades entre 200 e 300 km/h. Ferrovias novas foram construídas, entre Hanover e Wurtzburgo e Mannheim e Stuttgart, com 427 km, pelo custo de 16 milhões de DM. Também foram feitas melhorias em outras linhas, Dortmund-Kassel, Wurtzburgo-Nurembergue, Nurembergue-Munique, Karlsruhe-Basiléia e Frankfurt-Mannheim para operação em velocidades de 200 a 250 km/h.
Melhorias incluíram novos alinhamentos, para permitir velocidades maiores, novas vias para aumentar a capacidade, melhoramento no layout das vias nas estações, remoção de passagens de nível e instalação de sinalização de velocidade em cabine.
Em 1982 começaram pesquisas em um novo trem, chamado InterCity Experimental, usando novas tecnologias para fornecer operações rápidas e seguras em alta velocidade.

## Trens e especificações

### ICExperimental

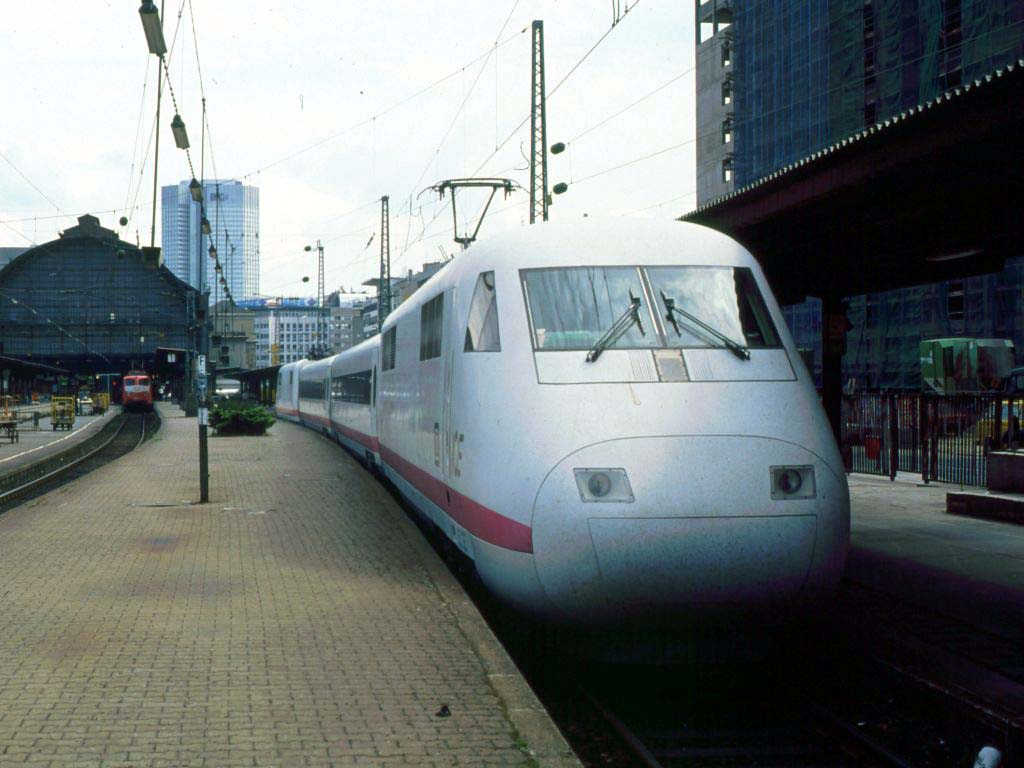
ICExperimental.

O InterCityExperimental, mais tarde rebatizado como ICE-V , foi um trem experimental da pesquisa no trilho de alta velocidade. É o predecessor de todos os trens Expressos Interurbanos.
O Bundesbahn Alemão opera trens interurbanos em até 200 km/h desde 1973. No ano seguinte, começaram testes com velocidades ainda mais altas. Depois de vários trens de teste, foi decidido em Setembro de 1982 a construção do InterCityExperiental.
O preço de construção de 94 milhões de Marcos (48.1 milhões de euros) foi compartilhado entre o Ministério Federal da Pesquisa, DB e as companhias implicadas. O trem foi oficialmente entregue em julho de 1985 e os 300 km/h excedidos outubro de 1985. Quando uma parte da linha de alta velocidade Hanôver-Würzburg foi concluída em 1988, teste com velocidades mais altas poderiam começar. Em primeiro de maio de 1988, os ICExperimental estabelecem um novo recorde de velocidade de terra de transportes sobre trilhos com 406.9 km/h. O registro foi retomado por um TGV dois anos depois. Depois da entrega do ICE 1, O ICE-V só foi usado para a prova de materiais. O trem foi retirado em 1998 e o sua locomotiva e vagões colocados em exposições e monumentos em lugares diferentes. Foi substituído pelo ICE.
Fabricantes:Siemens, Krauss-Maffei, Krupp, Thyssen-Henschel, AEG, BBC
Fabricado entre: 1985 a 1998
Velocidade máxima: 406,9 km/h
Potência: 11.100cv (duas locomotivas de 5.550cv)
Peso: 269 toneladas

### ICE 1
O Baureihe alemão 401 EMU's, melhor conhecidos como ICE 1, foram os primeiros trens de alta velocidade alemães no serviço comercial. Eles servem à rede InterCity Express. Enquanto classificado como múltiplas unidades elétricas, eles são trens convencionais de fato com duas locomotivas e entre 10 e 14 vagões no meio.
A geração de potência combinada das duas locomotivas de 12.700cv é suficiente para acelerar um trem cheio a 280 km/h. Como a velocidade máxima é limitada a 250 km/h dentro de túneis na maior parte de linhas de alta velocidade, a velocidade máxima naquelas linhas foi reduzida a 250 km/h por razões econômicas.
Em meados de 1988, o Bundesbahn Alemão ordenou que 82 locomotivas começassem o serviço InterCity Express em meados de 1991. Por causa do período de desenvolvimento curto, as locomotivas foram desenvolvidas a partir da classe 120 com uma proporção de engrenagem diferente e mais cobertura aerodinâmica. Em julho de 1990, outras 38 locomotivas foram encomendadas para o serviço na Suíça. Aquelas unidades são equipadas com um segundo pantógrafo mais estreito e os suíços desenvolvem sistemas de segurança.
Os trens ICE 1 podem ser diferenciados dos ICE 2 pelo maior comprimento do trem e o vagão-restaurante proeminente, em forma côncava.
Uma locomotiva ICE 1 foi destruída no desastre de trem de Eschede, enquanto o segundo permaneceu como uma peça sobressalente. Outra locomotiva foi perdida num incêndio.
Fabricantes:Siemens, Krauss-Maffei, Krupp, Henschel, AEG, ABB
Fabricado entre: 1989 a 1993
Velocidade máxima: 328 km/h (280 km/h em serviço regular)
Potência: 6.350cv
Peso: 77,5 toneladas
Unidades Fabricadas: 120 locomotivas (60 trens)

### ICE 2
Complementando a frota InterCity Express desde 1996, os trens ICE 2 são mesmo mais para um trem de tração convencional do que o ICE 1, porque cada trem se compõe de só uma locomotiva (também chamada powerhead), seis vagões e um vagão-táxi. Contudo, dois trens ICE 2 podem ser ligados para formar um trem de dimensões semelhantes ao ICE 1.
Os trens ICE 2 normalmente viajam na linha leste-oeste principal, que começa em Berlim com duas unidades ligadas. Em Hamm, o trem é separado. Uma metade do trem atravessa a área de Ruhr ao Aeroporto Bonn Colonia, enquanto outra metade continua pelo Wuppertal e Colônia para Bonn. No sentido contrário, ambos os trens são novamente ligados em Hamm. Alguns trens também servem à linha de Munique-Hanôver com a continuação de ramais para Hamburgo e Bremen respectivamente.
Exceto a acoplagem automática, as locomotivas ICE 2 são muito semelhantes às ICE 1 e podem ser de fato usados nos trens ICE 1 se necessário. Outros vagões são muito diferentes do dos vagões ICE 1, apesar do seu exterior semelhante: o peso foi significativamente reduzido e os compartimentos de passageiros foram retirados a favor de um acordo de assento semelhante a um avião. Este modelo também foi equipado com suspensão a ar para acabar com o problema de barulho das rodas presente nos ICE 1. Este problema de barulho, levou à instalação de bordas de borracha nas rodas dos ICE 1 que ocasionou o desastre de Eschede.
Fabricantes:Siemens, Adtranz
Fabricado entre: 1995 a 1997
Velocidade máxima: 310 km/h (280 km/h em serviço regular)
Potência: 6.350cv
Peso: 77,5 toneladas
Unidades Fabricadas: 46 locomotivas

### ICE 3
O ICE 3 foi desenhado para criar um trem mais potente e leve que seus antecessores. Isto foi realizado distribuindo os seus 16 motores de tração embaixo do trem inteiro. O trem está autorizado a viajar a 330 km/h e conseguiu 368 km/h em corridas de teste. No InterCity Express é limitado a 300 km/h, porque isto é a velocidade máxima suportada pelas linhas de alta velocidade alemãs. Como o trem não tem locomotivas, o comprimento inteiro do trem é disponível para assentos de passageiros, inclusive o primeiro carro. Os assim chamados poltronas-leito são localizados diretamente atrás do condutor, separado apenas por uma parede de vidro.
O ICE 3M (M do multisistema) foi desenvolvido para prestar serviços fora da Alemanha embaixo de sistemas de eletrificação ferroviários diferentes. Desde 2006, o trem é autorizado para a operação na Suíça, nos Países Baixos e na Bélgica. Na Bélgica, o trem é limitado a 250 km/h em vez de 300 km/h devido a problemas com o cascalho voador e o seu freio de corrente magnética de baixa fricção.
Os procedimentos de licenciamento para a França estão em negociação há vários anos com a proposta de um serviço conjunto com o TGV no LGV Est começando em 2007. Na França, o ICE 3M conseguirá velocidades de até 320 km/h. Durante os testes, os problemas foram encontrados devido à complexidade relativa do ICE 3M quando em comparação com o TGV - o cascalho solto rasgou as coberturas dos equipamentos de tráfego das linhas, e o sistema de freio do ICE foi recebido com ceticismo considerável também. As corridas de teste foram concluídas no final de 2005. Atualmente, os resultados desses testes estão sendo reunidos e revistos por funcionários franceses.
Fabricantes:Siemens, Bombardier
Fabricado desde: 2000
Velocidade máxima: 330 km/h
Potência: 10.580cv
Peso: 409 toneladas
Unidades Fabricadas: 46 locomotivas

### ICE T
Durante o desenvolvimento do ICE 3, a DB (Deutsche Bahn) também encomendou um novo trem urbano a ser desenvolvido para operar em linhas convencionais que não podiam ser convertidas para linhas de altas velocidades. Originalmente esses trens deveriam ser chamados de IC-T (Interurbano-Triebzug), mas somente antes da sua introdução, a DB decidiu cobrar passagens de ICE desses trens e renomeou-os ICE T. Esses trens são construídos com a tração distribuída semelhante à do ICE 3. Três tipos diferentes foram encomendados:
- Trem elétrico com 7 vagões (classe 411)
- Trem elétrico com 5 vagões (classe 415)
- Trem a diesel com 4 vagões (classe 605)

As unidades desses tipos podem ser ligadas com um ou vários a unidade do mesmo ou qualquer outro tipo dentro de alguns minutos.
As unidades elétricas, equipadas com a tecnologia original do ETR 460, da FIAT, começaram a operar em 1998. Uma segunda encomenda foi para a série adicional ICE T2 equipadas com sete vagões que foram entregues em 2004. As características principais do ICE T original são várias medidas de redução de custos, dando aqueles trens um visual "mais barato".